# SV Neuenhof
Der Schwimmverein Wuppertal-Neuenhof 1930 e. V., auch kurz nur SV Neuenhof, ist ein 1930 gegründeter Schwimmverein in Wuppertal.

## Wasserball
Die Wasserballmannschaft der Damen spielt seit Schaffung der Deutschen Wasserball-Liga (Damen), in den 1990er-Jahren in dieser höchsten deutschen Spielklasse. Den größten Erfolg stellt der Vizemeistertitel aus dem Jahr 2003 dar. Die Saison 2007/08 wurde mit dem fünften Platz abgeschlossen.
Spiele der Bundesliga werden im Heinz-Hoffmann-Leistungszentrum (Hallenbad) ausgetragen. Daneben steht dem Verein das Freibad Neuenhof im Stadtteil Cronenberg zur Verfügung.
Kader
Zum Kader 2008/09 gehören:
- Clara Utsch, Christin Fohrmann, Gabriella Szaniszlò, Alexandra Schilling, Edina Butuza, Kim Illinger, Michaela Racek, Isabell Hennenberg, Katharina Johannsen, Mareike Kreuzner, Karoline Kreuder, Marlene Becker und Janine Rüter.

Trainiert wird die Mannschaft, die von Lothar Dongus betreut wird, von Trainer Sebastian Rzepka. Mit einem Durchschnittsalter von 21,3 Jahren stellt die Mannschaft eines der jüngsten Teams der Bundesliga.

## Vereinsbad
Der Verein verfügt über ein eigenes Vereinsbad mit einem Becken von 25 × 50 Metern. Die Tiefe des Beckens variiert von 2,60 m bis 0,8 m, am flachen Bereich befinden sich zwei kleine Rutschen. In der Regel sind mindestens vier Wellenkillerleinen gespannt, sodass für Sportschwimmer die Möglichkeit besteht, auf 25-Meter-Bahnen zu trainieren. Zusätzlich gibt es ein Nichtschwimmer-Becken, in dem der Wasserstand auf 40 oder 80 cm reguliert werden kann, dieses Becken kann mit einem Sonnensegel beschattet werden. Das Bad ist für Mitglieder von 6:15–21:00 Uhr, in der Sommersaison auch für Tagesgäste von 10:00–18:00 Uhr geöffnet. Aktuell neben am Wasserball-Ligabetrieb eine Damen- und eine Herrenmannschaft teil. Neben Erwachsenen-Techniktraining und Mastersschwimmen werden regelmäßig Kurse für erwachsene Nichtschwimmer angeboten, daneben gibt es Aqua-Fitness- und Aqua-Pilates-Kurse. Die Schwimmausbildung von Kindern findet überwiegend im Gartenhallenbad Cronenberg statt, Trainingstag ist Montag. Zusätzlich werden auch Kurse im Freibad angeboten, von Nichtschwimmern bis zu ambitionierten Jugendlichen wird eine große Bandbreite abgedeckt.